# Trydarssus
Trydarssus  (лат.) — род аранеоморфных пауков из подсемейства Aelurillinae в семействе пауков-скакунов (Salticidae). Оба вида рода распространены в западных и южных частях южноамериканского континента.

## Виды
- Trydarssus nobilitatus (Nicolet, 1849) — Чили
- Trydarssus pantherinus (Mello-Leitão, 1946) — Парагвай, Аргентина typus